# Hallyeo-dong
Hallyeo-dong (koreanska: 한려동) är en stadsdel i staden Yeosu i provinsen Södra Jeolla, i den södra delen av Sydkorea, 320 km söder om huvudstaden Seoul. .